# Exhuma
Exhuma (Koreaans: 파묘; Herziene Koreaanse Romanisatie: Pamyo) is een Zuid-Koreaanse film uit 2024, geschreven en geregisseerd door Jang Jae-hyun.

## Verhaal
Een rijke familie uit Los Angeles, geplaagd door bovennatuurlijke gebeurtenissen, roept de hulp in van twee jonge getalenteerde sjamanen, Hwa-rim en Bong-gil om hun baby te beschermen. Hwa-rim voelt de kwaadaardige aanwezigheid van een voorouder die de familie kwelt, genaamd Grave's Call.
Met de hulp van Kim Sang-deok, de beste feng shui-meester in zijn vakgebied en begrafenisondernemer Yeong-geun, gaat Hwa-rim op pad om graven te graven en te verplaatsen om de voorouder te kalmeren. Ze zijn echter geschokt als ze een graf ontdekken op een verdachte locatie in een landelijk Koreaans dorp. Ze gaan door met de opgraving, maar hierdoor komen alleen de kwade krachten vrij die eronder begraven liggen.

## Rolverdeling
| Acteur        | Personage     |
| ------------- | ------------- |
| Choi Min-sik  | Kim Sang-deok |
| Kim Go-eun    | Hwa-rim       |
| Yoo Hae-jin   | Yeong-geun    |
| Lee Do-hyun   | Bong-gil      |
| Kim Jae-cheol | Park Ji-yong  |

## Release
De film ging in première op 16 februari 2024 bij de Forum-sectie op het Internationaal filmfestival van Berlijn.

## Ontvangst
Op Rotten Tomatoes heeft Exhuma een waarde van 77% en een gemiddelde score van 6,90/10, gebaseerd op 13 recensies.